# Programmbeschwerde
Die Programmbeschwerde ist in Deutschland ein Rechtsbehelf der Bürger gegen die Verletzung von gesetzlich festgelegten Programmgrundsätzen des Fernsehens, des Hörfunks oder der von den Rundfunkveranstaltern verbreiteten Online-Angebote (der sogenannten Telemedien).
Förmliches Rechtsmittel ist die Beschwerde grundsätzlich im Rahmen der Aufsicht der Landesmedienanstalten über die privaten Rundfunkanstalten.
Für die öffentlich-rechtlichen Rundfunkanstalten gibt es diese Beschwerdemöglichkeit ebenfalls. Laut einer Studie des Christlichen Medienmagazins pro wurden im Zeitraum zwischen 2016 und 2021 99,1 Prozent der Programmbeschwerden abgelehnt, die bei den ARD-Anstalten, dem ZDF, Deutschlandradio und der Deutschen Welle eingingen.

## Programmgrundsätze
Die Beschwerde kann erfolgreich eingelegt werden, wenn Programmgrundsätze verletzt werden. Dies sind vor allem die allgemeinen Programmgrundsätze:
- Achtung und Schutz der Menschenwürde
- Achtung der sittlichen, weltanschaulichen und religiösen Überzeugung
- Journalistische Sorgfaltsgebote (angelehnt an den Pressekodex)
- Achtung der Rechtsordnung, zu diesen zählen insbesondere die Regularien für Jugendschutz, Werbung und Gewinnspiele